# Kvål Station
Kvål Station (Kvål stasjon) er en jernbanestation på Dovrebanen, der ligger ved byområdet Kvål i Melhus kommune i Norge. Stationen består af et spor og en perron med et læskur.
Stationen åbnede som holdeplads 5. august 1864, da Trondhjem–Størenbanen, nu en del af Dovrebanen, stod færdig. Oprindeligt hed den Kvaal, men den skiftede navn til Kvål 23. april 1921. Den blev opgraderet til station omkring 1880. 1. august 1965 blev den nedgraderet til trinbræt. Stationsbygningen, der var opført i gulmalet træ efter tegninger af Gudmund Hoel og Bjarne Friis Baastad, blev revet ned i oktober 2009.